# Parque nacional Cabo Cordillera
El Parque Nacional Cabo Cordillera (Cape Range National Park) es un parque nacional en Australia Occidental, ubicado a 1105 km al norte de Perth.

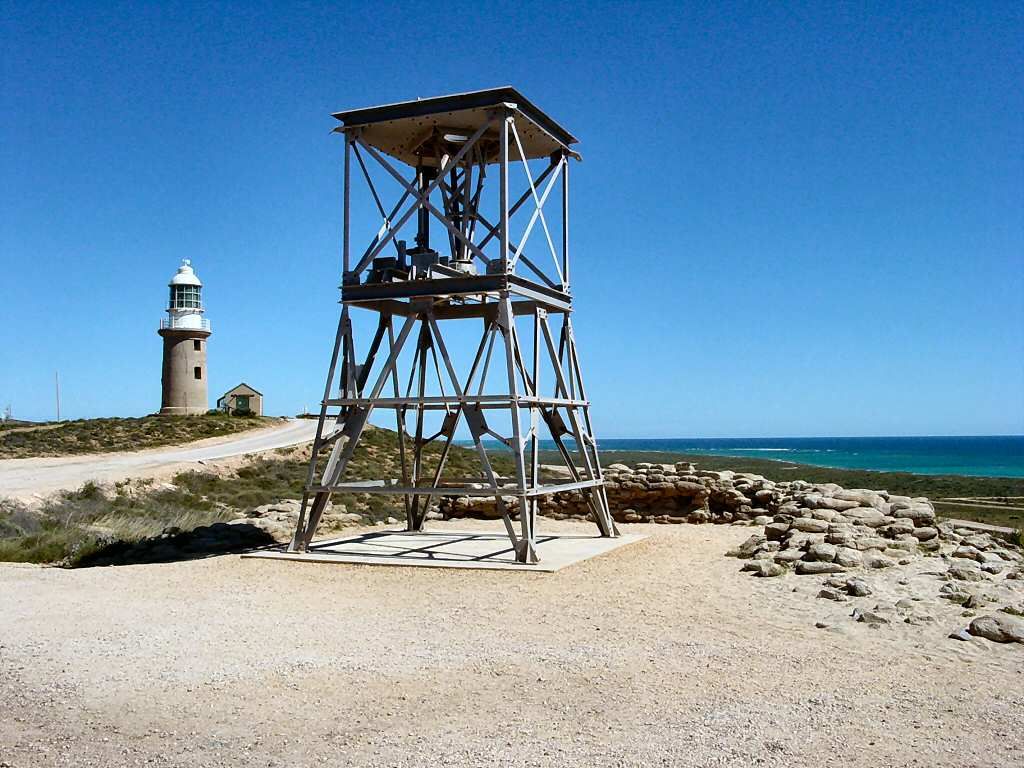
Instalaciones militares de la Segunda Guerra Mundial.

El parque se encuentra en el lado oeste de la península. La ciudad más cercana es  Exmouth, frente a las costas del arrecife Ningaloo.